# Concierto Homenaje a Ahmet Ertegün
El concierto homenaje a Ahmet Ertegün fue un concierto benéfico realizado en memoria del ejecutivo musical Ahmet Ertegün en el O2 Arena de Londres el 10 de diciembre de 2007. El número principal fue la banda de rock británica Led Zeppelin, la cual presentó su primer concierto completo desde la muerte de su baterista John Bonham en 1980. El hijo de John Bonham, Jason Bonham, tocó la batería durante la actuación de la banda, y también proporcionó coros en dos canciones.

## Preparativos
El 12 de septiembre de 2007, durante una conferencia de prensa fue confirmado por el promotor Harvey Goldsmith que los miembros sobrevivientes de Led Zeppelin se reunirían para el espectáculo, con Jason Bonham ocupando la batería. El concierto originalmente fue fijado para el día 26 de noviembre de 2007, con el fin de recaudar fondos para la Fundación de Educación Ahmet Ertegün, la cual ayuda a solventar gastos universitarios en Inglaterra, Estados Unidos y Turquía.
Los boletos estuvieron disponibles mediante un sistema de sorteo a través del sitio web Ahmettribute.com, con un precio de £125 libras esterlinas (250 dólares), todo destinado a la Fundación de Ahmet. El sitio web excedió su ancho de banda permitido y se saturó casi inmediatamente después del anuncio, con el promotor presintiendo que el evento causaría "la más grande demanda por un concierto en la historia". El promotor confirmó que se registró 1 millón de personas para 20.000 boletos disponibles. Jimmy Page, el guitarrista de Led Zeppelin, comentó posteriormente: "Yo sabía que se agotaría rápidamente, aunque la marea de euforia que precedió al concierto - la anticipación - fue más allá de lo que yo posiblemente habría imaginado. Habíamos tenido unas pocas apariciones simbólicas en el pasado, como Live Aid, así que si nos estábamos reuniendo, íbamos a hacerlo adecuadamente y digno de ser contado".
El 1 de noviembre de 2007, se anunció que Page se había fracturado el dedo meñique de su mano izquierda después de una caída en su jardín y el concierto de reunión fue postergado para el 10 de diciembre de 2007.

## El concierto

### Apertura
El concierto abrió con una banda formada por Keith Emerson, Chris Squire, Alan White (baterista de Yes) y Simon Kirke con la sección de vientos de Bill Wyman's Rhythm Kings. Interpretaron la versión de Emerson, Lake & Palmer de "Fanfare for the Common Man", incluyendo secciones de "The Fish" de Yes y "Kashmir" de Led Zeppelin. Inicialmente los teloneros deberían haber sido Kirke, Squire, White y Rick Wakeman, pero este último no estaba disponible para la fecha reprogramada debido a compromisos previos, así que Emerson fue contactado como reemplazo de último minuto.
El espectáculo también mostró a la banda Bill Wyman's Rhythm Kings, Paul Rodgers, Paolo Nutini, y Foreigner como números de soporte. En realidad, la presentación completa fue de Bill Wyman's Rhythm Kings, con Nutini y Rodgers como invitados en dos canciones. El número nombrado como "Foreigner" fue, en efecto, solamente Mick Jones interpretando "I Want to Know What Love Is" con Rhythm Kings como la banda de soporte. Otros invitados en el repertorio de Rhythm Kings fueron Maggie Bell y Alvin Lee. El guitarrista de The Who, Pete Townshend fue convocado para presentarse dentro del acto de soporte, pero se rehusó al escuchar que se presentaría Led Zeppelin, diciendo: "Ellos realmente no necesitan de mí". Otros artistas que inicialmente fueron considerados para el espectáculo fueron un nuevamente reunido Cream.

### Led Zeppelin
La banda interpretó dieciséis canciones, incluyendo dos bises, mostrando un rango de canciones a lo largo del espectro de su carrera. En el repertorio hubo dos canciones que por primera vez Led Zeppelin tocó en vivo en su totalidad, como "Ramble On" y "For Your Life".
La presentación incluyó las siguientes canciones:
- Good Times, Bad Times
- Ramble On
- Black Dog
- In My Time of Dying/Honey Bee
- For Your Life
- Trampled Under Foot
- Nobody's Fault but Mine
- No Quarter
- Since I've Been Loving You
- Dazed and Confused
- Stairway to Heaven
- The Song Remains the Same
- Misty Mountain Hop
- Kashmir

Primer bis:
- Whole Lotta Love

Segundo bis:
- Rock and Roll

Muchas de las canciones fueron tocadas en una nota menos de lo normal, con el fin de acomodarlas al rango vocal del cantante Robert Plant. Algunas se mantuvieron en su clave original.
El audio del concierto fue mezclado en la mesa de sonido por el ingeniero Big Mick de Metallica. El concierto también fue filmado para un posible lanzamiento en DVD. En una entrevista realizada en marzo de 2008, el guitarrista Jimmy Page commented: "El concierto fue grabado, pero no con el explícito propósito de hacer un DVD para publicar en Navidad, o lo que sea. No hemos visto las imágenes ni hemos revisado las multi-pistas. Es posible que pueda salir en algún momento distante, pero será un trabajo masivo para embarcar".
El concierto fue grabado por muchos fanes. Sofisticadas versiones bootleg del concierto están disponibles por internet, incluyendo un DVD en modo pantalla ancha con audio envolvente mezclado desde 10 grabaciones diferentes obtenidas desde la audiencia.
Un gran número de celebridades presenciaron el espectáculo, entre los que se incluyen a Ann Wilson (integrante de Heart), Arctic Monkeys, Bernard Sumner, Brian May (guitarrista de Queen), Chad Smith (baterista de Red Hot Chili Peppers), Chris Moyles y Fearne Cotton (DJs de BBC Radio 1), Dave Grohl (líder de Foo Fighters, quien apoyó la presentación de Jason Bonham y además fue uno de los candidatos para tocar la batería), Dave Mustaine (quien recibió boletos gratis de Ross Halfin), el actor David Boreanaz, David Gilmour (exguitarrista de Pink Floyd), la actriz Erika Sawajiri, Ilan Rubin (baterista de Lostprophets), Jeff Beck, Jeremy Clarkson, Juliette Lewis, la modelo Kate Moss, los hermanos Liam y Noel Gallagher (miembros de Oasis, Marilyn Manson, el comediante Matt Morgan, Mick Jagger, Neil Finn, Paul McCartney, Peter Gabriel, Richard Ashcroft (líder de The Verve), Richard Hammond, The Edge (guitarrista de U2) y Warren Haynes (miembro de Allman Brothers Band).